# Bart McGhee
Bartholomew “Bertie” eller “Bart” McGhee, född den 30 april 1899 och död den 26 januari 1979, var en amerikansk fotbollsspelare. McGhee var född och uppvuxen i Skottland som son till före detta fotbollsspelaren och tränaren James McGhee. När McGhee var elva år flyttade hans far till USA och två år senare, 1912, flyttade även McGhee, hans bror Jimmy och hans mor efter fadern.

## Klubbkarriär
McGhee började sin karriär som artonåring i New York Shipbuilding och han kom sedan att spela för ett stort antal klubbar genom sin karriär, både i New York och i Philadelphia. Han blev professionell spelare 1922 när han gick till New York Field Club i den amerikanska proffsligan American Soccer League. Han spelade i sex olika klubbar i ASL mellan 1922 och 1931.

## Landslagskarriär
McGhee spelade tre landskamper för USA och alla de tre matcherna var under det första världsmästerskapet i fotboll 1930 som spelades i Uruguay. Han gjorde USA:s första mål genom tiderna i ett VM-slutspel när han satte 1-0 till USA mot Belgien i den första gruppspelsmatchen. Matchen slutade 3-0 efter att McGhee gjort ytterligare ett mål. USA gick efter en seger även i matchen mot Paraguay till semifinal där de ställdes mot Argentina. Argentina vann semifinalen med hela 6-1 och USA åkte ur.